# René Vézina
 (novembre 2017).
Si vous disposez d'ouvrages ou d'articles de référence ou si vous connaissez des sites web de qualité traitant du thème abordé ici, merci de compléter l'article en donnant les références utiles à sa vérifiabilité et en les liant à la section « Notes et références ».
René Vézina est un chroniqueur radio et télé et écrivain québécois. 
Il est diplômé de l’Université Laval en journalisme et sciences politiques, il a commencé sa carrière en 1977 comme journaliste à la radio et à la télévision de Radio-Canada en Gaspésie, avant de passer au réseau national à Montréal.
Il est chroniqueur économique au 98.5fm au réseau Corus Québec depuis plusieurs années, notamment durant l'émission Puisqu’il faut se lever animé par Paul Arcand.
En 2008, il publie le livre "Comment parler aux médias" avec Bernard Motulsky édité par Transcontinental.
Il participe aussi régulièrement au magazine québécois Les Affaires.